# Brevipalpus clypealis
Brevipalpus clypealis är en spindeldjursart som beskrevs av Siddiqui, Chaudhri och Akbar 1979. Brevipalpus clypealis ingår i släktet Brevipalpus och familjen Tenuipalpidae. Inga underarter finns listade.